# Карл Уолц
Карл Ъруин Уолц (на английски: Carl Erwin Walz) е полковник от USAF и астронавт на НАСА, ветеран от 4 космически полета и дълговременен престой на МКС. Притежател на рекорда за най-продължителен полет на астронавт от САЩ – 196 денонощия.

## Образование
Карл Уолц е завършил колежа Charles F. Brush High School, Линдхърст, Охайо през 1973 г. Получава степен бакалавър по физика от университета Кент в Охайо през 1977 г. През 1979 г. става магистър по физика в университета Джон Карол, Охайо.

## Военна кариера
Карл Уолц започва военната си кариера през 1979 г. като ядрен физик в авиобазата Маклилън, Калифорния. От януари 1984 до юни 1987 г. е шеф на полетните изпитания на F-16 в авиобазата Едуардс, Калифорния. След това е командир на полетния тест център на авиобазата до юни 1990 г.

## Служба в НАСА
Карл Уолц е избран за астронавт от НАСА на 13 януари 1990 г., Астронавтска група №13. Той е ветеран от 4 космически полета и дълговременен престой на МКС, Експедиция 4. Има в актива си 3 космически разходки с обща продължителност около 19 часа.

### Полети
| Космически полети на Карл Ъруин Уолц                        | Космически полети на Карл Ъруин Уолц | Космически полети на Карл Ъруин Уолц | Космически полети на Карл Ъруин Уолц | Космически полети на Карл Ъруин Уолц          | Космически полети на Карл Ъруин Уолц  | Космически полети на Карл Ъруин Уолц |
| №                                                           | Дата                                 | КК                                   | Емблема на мисията                   | Функции                                       | Продължителност                       |                                      |
| ----------------------------------------------------------- | ------------------------------------ | ------------------------------------ | ------------------------------------ | --------------------------------------------- | ------------------------------------- | ------------------------------------ |
| 1                                                           | 12 септември 1993                    | „Дискавъри“, мисия STS-51            |                                      | Специалист на мисията                         | 9 денонощия 20 часа 11 мин. 11 сек.   |                                      |
| 2                                                           | 8 юли 1994                           | „Колумбия“, мисия STS-65             |                                      | Специалист на мисията                         | 14 денонощия 17 часа 55 мин. 00 сек.  |                                      |
| 3                                                           | 16 септември 1996                    | „Атлантис“, мисия STS-79             |                                      | Специалист на мисията                         | 10 денонощия 03 часа 19 мин. 28 сек.  |                                      |
| 4                                                           | 5 декември 2001                      | „Индевър“, мисия STS-108             |                                      | Специалист на мисията, Полетен инженер на МКС | 195 денонощия 11 часа 38 мин. 13 сек. |                                      |
| 5                                                           | 19 юни 2002                          | „Индевър“, мисия STS-111             |                                      | Специалист на мисията                         | Приземяване с мисия STS-111           |                                      |
| Сумарно време в космоса – 230 дни 13 часа 04 минути 52 сек. |                                      |                                      |                                      |                                               |                                       |                                      |

## Награди
| ЛЕНТА | МЕДАЛ                                           |
|       | Медал за отлична служба                         |
|       | Медал за похвална служба                        |
|       | Медал за похвала                                |
|       | Медал за похвала на USAF                        |
|       | Медал за заслуги на USAF                        |
|       | Медал на НАСА за отлична служба                 |
|       | Медал на НАСА за участие в космически полет (4) |